# Anathallis liparanges
Anathallis liparanges är en orkidéart som först beskrevs av Heinrich Gustav Reichenbach, och fick sitt nu gällande namn av Carlyle August Luer. Anathallis liparanges ingår i släktet Anathallis och familjen orkidéer. Inga underarter finns listade i Catalogue of Life.